# Kosinussatz
Der Kosinussatz (englisch law of cosines, französisch loi des cosinus bzw. théorème d'Al-Kashi) ist einer der fundamentalen Lehrsätze der Geometrie und hier dem Gebiet der Trigonometrie zugehörig. Er ist eng verwandt mit dem Satz des Pythagoras.
Für ebene Dreiecke ist der Kosinussatz einfach zu formulieren, da lediglich die Seitenlängen und eine Winkelfunktion benötigt werden. Für sphärische hingegen benötigt er sechs Winkelfunktionen. In beiden Fällen beinhaltet er drei Identitätsgleichungen, welche die Beziehungen zwischen den Längen der Seiten von Dreiecken und den Kosinuswerten ihrer Winkel darstellen.

## Geschichte
Die erste moderne Version des Kosinussatz für ebene Dreiecke wurde vom persischen Mathematiker und Astronomen Dschamschid Masʿud al-Kaschi 1427 in seinem Werk Miftah al-Hisab (dt. Schlüssel des Rechnens) veröffentlicht. Der Satz wurde im 16. Jahrhundert von François Viéte in der westlichen Welt popularisiert.

Bezeichnungen im Dreieck

## Kosinussatz für ebene Dreiecke
Für die drei Seiten {\displaystyle a}, {\displaystyle b} und {\displaystyle c} eines Dreiecks sowie für den der Seite {\displaystyle c} gegenüberliegenden Winkel {\displaystyle \gamma } (d. h. den zwischen den Seiten {\displaystyle a} und {\displaystyle b} liegenden Winkel) gilt
{\displaystyle c^{2}=a^{2}+b^{2}-2\cdot a\cdot b\cdot \cos \gamma }.
Entsprechende Gleichungen erhält man mit Hinblick auf die den Seiten {\displaystyle a} und {\displaystyle b} gegenüberliegenden Winkel {\displaystyle \alpha } bzw. {\displaystyle \beta }:
{\displaystyle {\begin{aligned}a^{2}&=b^{2}+c^{2}-2\cdot b\cdot c\cdot \cos \alpha \\b^{2}&=a^{2}+c^{2}-2\cdot a\cdot c\cdot \cos \beta \end{aligned}}}

## Berechnungen in Dreiecken mit dem Kosinussatz
Die Kongruenzsätze SSS und SWS besagen, dass ein Dreieck durch die Vorgabe von drei Seiten oder von zwei Seiten und dem eingeschlossenen Winkel vollständig bestimmt ist. Der Kosinussatz erlaubt es in diesen Fällen, aus den drei gegebenen Stücken ein viertes Stück (einen Winkel im Fall SSS bzw. die dritte Seite im Fall SWS) zu berechnen. Wenn man anschließend auch die übrigen Winkel eines Dreiecks ermitteln möchte, kann man wahlweise nochmal den Kosinussatz (mit auf den gesuchten Winkel angepassten Seitenbezeichnungen) oder den Sinussatz anwenden. Den letzten Winkel berechnet man am zweckmäßigsten über die Winkelsumme von 180°.

### SWS-Fall

Anwendung des Kosinussatz: SWS-Fall (oben) und SSS-Fall (unten)

Im SWS-Fall wird die Gleichung des Kosinussatzes durch Wurzelziehen nach der unbekannten Seitenlänge aufgelöst. Sind etwa die Seiten {\displaystyle a} und {\displaystyle b} sowie der der dazwischen leigende Winkel {\displaystyle \gamma } gegeben, so erhält man die fehlende Seite {\displaystyle c} als
{\displaystyle c={\sqrt {a^{2}+b^{2}-2\cdot a\cdot b\cdot \cos \gamma }}}.

### SSS-Fall
Im SSS-Fall wird die Gleichung des Kosinussatzes zunächst nach dem Kosinus des Winkels aufgelöst. Ist etwa der Winkel {\displaystyle \gamma } gesucht, so führt dies auf die Gleichung
{\displaystyle \cos \gamma ={\frac {a^{2}+b^{2}-c^{2}}{2ab}}}.
Hieraus erhält man den Winkel {\displaystyle \gamma } mithilfe des Arkuskosinus als
{\displaystyle \gamma =\arccos \left({\frac {a^{2}+b^{2}-c^{2}}{2\cdot a\cdot b}}\right)}.

## Beweise

### Elementargeometrischer Beweis
Im folgenden Beweis wird {\displaystyle \gamma <90^{\circ }} vorausgesetzt. Für {\displaystyle \gamma >90^{\circ }} muss der Beweis geringfügig modifiziert werden. Für {\displaystyle \gamma =90^{\circ }} ergibt sich der Kosinussatz direkt aus dem Satz des Pythagoras.
In den Teildreiecken soll der Satz des Pythagoras angewandt werden, um einen Rechenausdruck für {\displaystyle c^{2}} zu finden. Dazu benötigt man die Quadrate der Kathetenlängen dieses Teildreiecks:
{\displaystyle h^{2}\,=b^{2}-e^{2}} (Satz des Pythagoras für das rechte Teildreieck)
{\displaystyle d^{2}=(a-e)^{2}=a^{2}-2\cdot a\cdot e+e^{2}} (binomische Formel)
Nach Pythagoras gilt für das linke Teildreieck:
{\displaystyle c^{2}\,=h^{2}+d^{2}}
Es müssen also die beiden oben gefundenen Rechenausdrücke addiert werden:
{\displaystyle c^{2}=b^{2}-e^{2}+a^{2}-2\cdot a\cdot e+e^{2}=a^{2}+b^{2}-2\cdot a\cdot e}
Zusätzlich gilt
{\displaystyle \cos \gamma ={\frac {e}{b}}\quad }bzw.{\displaystyle \quad e=b\cdot \cos \gamma }.
Einsetzen dieses Zwischenergebnisses in die Gleichung für {\displaystyle c^{2}} ergibt die Behauptung:
{\displaystyle c^{2}=a^{2}+b^{2}-2\cdot a\cdot b\cdot \cos \gamma }

### Trigonometrischer Beweis

#### Variante 1

Figur 1

Zeichnet man das Lot auf der Seite {\displaystyle c} ein (Figur 1), dann wird diese in zwei Abschnitte geteilt und es gilt:
{\displaystyle c=a\cdot \cos \beta +b\cdot \cos \alpha }
Multiplikation mit {\displaystyle c} ergibt
{\displaystyle c^{2}=a\cdot c\cdot \cos \beta +b\cdot c\cdot \cos \alpha }
Analog erhält man für die beiden anderen Seiten die Gleichungen
{\displaystyle a^{2}=a\cdot c\cdot \cos \beta +a\cdot b\cdot \cos \gamma }
{\displaystyle b^{2}=b\cdot c\cdot \cos \alpha +a\cdot b\cdot \cos \gamma }
Addiert man diese beiden Gleichungen, dann folgt daraus
{\displaystyle a^{2}+b^{2}=a\cdot c\cdot \cos \beta +b\cdot c\cdot \cos \alpha +2\cdot a\cdot b\cdot \cos \gamma }
{\displaystyle a^{2}+b^{2}-2\cdot a\cdot b\cdot \cos \gamma =a\cdot c\cdot \cos \beta +b\cdot c\cdot \cos \alpha }
Weil die rechte Seite der letzten Gleichung und die rechte Seite von {\displaystyle c^{2}=a\cdot c\cdot \cos \beta +b\cdot c\cdot \cos \alpha } übereinstimmen, kann man die beiden linken Seiten gleichsetzen:
{\displaystyle c^{2}=a^{2}+b^{2}-2\cdot a\cdot b\cdot \cos \gamma }

#### Variante 2

Figur 2

Hier ist der Rechenaufwand geringer, da die benötigten Informationen großenteils in die Beweisfigur (Figur 2) verlagert sind.
Nach dem Sehnensatz ergibt sich folgende Äquivalenzkette:
{\displaystyle {\begin{aligned}&\,\left(2\cdot a\cdot \cos \gamma -b\right)\cdot b=\,(a-c)\cdot (a+c)\\\Leftrightarrow &\,2\cdot a\cdot b\cdot \cos \gamma -b^{2}=\,a^{2}-c^{2}\\\Leftrightarrow &\,c^{2}=a^{2}+b^{2}-2\cdot a\cdot b\cdot \cos \gamma \end{aligned}}}

### Beweis mittels des Satz des Ptolemäus

Figur 3

Das Dreieck {\displaystyle ABC} mit den Seitenlängen {\displaystyle |AB|=c}, {\displaystyle |BC|=a} und {\displaystyle |CA|=b} wird seinem Umkreis einbeschrieben (Figur 3). Wird das Dreieck {\displaystyle ABC} an der Mittelsenkrechten zu {\displaystyle AB} gespiegelt, dann ist das gespiegelte Dreieck {\displaystyle ABD} kongruent zum Dreieck {\displaystyle ABC} und hat denselben Umkreis, denn der Umkreismittelpunkt liegt auf der Mittelsenkrechten. Der Punkt {\displaystyle D} liegt also auch auf diesem Umkreis. Weil die Dreiecke {\displaystyle ABC} und {\displaystyle ABD} kongruent sind, gilt {\displaystyle |DA|=|BC|=a} und {\displaystyle |BD|=|CA|=b}. Ist {\displaystyle E} der Lotfußpunkt von {\displaystyle D} auf die Seite {\displaystyle AB} und {\displaystyle F} der Lotfußpunkt von {\displaystyle C} auf die Seite {\displaystyle AB}, dann sind die Höhen {\displaystyle DE} und {\displaystyle CF} gleich lang und die rechtwinkligen Dreiecke {\displaystyle AED} und {\displaystyle CFB} sind nach dem Kongruenzsatz SSW kongruent. Es gilt also {\displaystyle |BF|=|AE|}. Daraus folgt
{\displaystyle {\begin{aligned}|BF|&=|AE|=|BC|\cdot \cos \beta =a\cdot \cos \beta \\\Leftrightarrow |CD|&=|EF|=|AB|-|AE|-|BF|=|AB|-2\cdot |BF|=c-2\cdot a\cdot \cos \beta \\\Leftrightarrow |CD|&=c-2\cdot a\cdot \cos \beta \\\end{aligned}}}
Die Punkte {\displaystyle A}, {\displaystyle B}, {\displaystyle C} und {\displaystyle D} bilden ein Sehnenviereck zum gegebenen Umkreis. Nun folgt der Kosinussatz aus dem Satz des Ptolemäus für das Sehnenviereck {\displaystyle ABCD}:
{\displaystyle {\begin{aligned}|AC|\cdot |BD|&=|AB|\cdot |CD|+|BC|\cdot |DA|\\\Leftrightarrow \quad \quad \quad \quad b^{2}&=c\cdot (c-2\cdot a\cdot \cos \beta )+a^{2}\\b^{2}&=a^{2}+c^{2}-2\cdot a\cdot c\cdot \cos \beta \\\end{aligned}}}

### Beweis mittels Vektorrechnung

Für ein Dreieck {\displaystyle ABC} mit Winkel  {\displaystyle \gamma } in {\displaystyle C} definiert man die folgenden Vektoren:
{\displaystyle {\vec {a}}={\overrightarrow {CB}},\quad {\vec {b}}={\overrightarrow {CA}},\quad {\vec {c}}={\overrightarrow {AB}}}.
Damit gilt für die drei Vektoren die Beziehung {\displaystyle {\vec {c}}=-{\vec {b}}+{\vec {a}}} und für die Seitenlängen des Dreieck gilt:
{\displaystyle a=|{\vec {a}}|={\sqrt {{\vec {a}}\cdot {\vec {a}}}},\quad b=|{\vec {b}}|={\sqrt {{\vec {b}}\cdot {\vec {b}}}},\quad c=|{\vec {c}}|={\sqrt {{\vec {c}}\cdot {\vec {c}}}}}
Mit den Rechenregeln für das Skalarprodukt und seiner geometrischen Definition erhält man dann:
{\displaystyle {\begin{aligned}c^{2}&={\vec {c}}\cdot {\vec {c}}=(-{\vec {b}}+{\vec {a}})\cdot (-{\vec {b}}+{\vec {a}})\\&={\vec {b}}\cdot {\vec {b}}-{\vec {b}}\cdot {\vec {a}}-{\vec {a}}\cdot {\vec {b}}+{\vec {a}}\cdot {\vec {a}}\\&={\vec {a}}\cdot {\vec {a}}+{\vec {b}}\cdot {\vec {b}}-2\cdot {\vec {a}}\cdot {\vec {b}}\\&=a^{2}+b^{2}-2\cdot a\cdot b\cdot \cos(\gamma )\end{aligned}}}

## Beziehung zu anderen Sätzen der Geometrie

### Beziehung zum Satz des Pythagoras
Für {\displaystyle \textstyle \gamma =90^{\circ }} handelt es sich um ein rechtwinkliges Dreieck und der Kosinussatzes liefert wegen {\displaystyle \cos 90^{\circ }=0} die Gleichung
{\displaystyle c^{2}=a^{2}+b^{2}},
also den Satz des Pythagoras. Der Satz des Pythagoras stellt somit einen Spezialfall des Kosinussatz dar bzw. der Kosinussatz eine Verallgemeinerung des Satz des Pythagoras, weshalb man ihn auch den verallgemeinerten Satz des Pythagoras nennt. Andererseits folgt der Kosinussatz aber auch aus dem Satz des Pythagoras (siehe Beweis unten); somit sind der Kosinussatz und der Satz des Pythagoras (in jeder absoluten Geometrie) äquivalent zueinander.

### Beziehung zum Projektionssatz
In jedem ebenen Dreieck gelten für die Seiten und Winkel die Beziehungen
{\displaystyle {\begin{aligned}a&=b\cdot \cos \gamma +c\cdot \cos \beta ,\\b&=c\cdot \cos \alpha +a\cdot \cos \gamma ,\\c&=a\cdot \cos \beta +b\cdot \cos \alpha ,\end{aligned}}}
die unter dem Begriff Projektionssatz zusammengefasst werden. Aus diesen drei Gleichungen folgen die drei Gleichungen des Kosinussatzes. Im Rahmen der Trigonometrie der euklidischen Ebene folgen umgekehrt die Gleichungen des Projektionssatzes auch aus den Gleichungen des Kosinussatzes, so dass sie gleichwertig zu letzteren sind.

## Kosinussatz für Kugeldreiecke
Beim sphärischen Kosinussatz für Kugeldreiecke ist die Länge der Dreiecksseiten im Winkelmaß anzugeben, weshalb statt einer Winkelfunktion derer sechs auftreten. Das Analogon zum ebenen Satz lautet daher
{\displaystyle \cos c=\cos a\cdot \cos b+\sin a\cdot \sin b\cdot \cos \gamma },
wobei die Umkehr des Vorzeichens zu beachten ist. Diesem Seiten-Kosinussatz (hier für {\displaystyle c}, analog für die Seiten {\displaystyle a} und {\displaystyle b})
steht der Winkel-Kosinussatz gegenüber:
{\displaystyle \cos \gamma =-\cos \alpha \cdot \cos \beta +\sin \alpha \cdot \sin \beta \cdot \cos c},
worin das erste Vorzeichen negativ ist.

## Verallgemeinerung

Mit Vektoren in reellen Skalarprodukträumen, also Vektorräumen {\displaystyle V} mit Skalarprodukt {\displaystyle \langle \cdot ,\cdot \rangle }, kann auch der Kosinussatz leicht verallgemeinert werden. Bezeichnet
{\displaystyle \|a\|={\sqrt {\langle a,a\rangle }}}
die Skalarproduktnorm, also die Länge eines Vektors {\displaystyle a\in V} und {\displaystyle \theta _{a,b}} mit
{\displaystyle \cos \theta _{a,b}={\frac {\langle a,b\rangle }{\|a\|\cdot \|b\|}}}
den Winkel zwischen den beiden Vektoren {\displaystyle a,b\in V}, dann gilt für die Norm des Vektors {\displaystyle c=a-b}:
{\displaystyle {\begin{aligned}\|c\|^{2}&=\langle a-b,a-b\rangle \\&=\langle a,a\rangle -\langle a,b\rangle -\langle b,a\rangle +\langle b,b\rangle \\&=\|a\|^{2}+\|b\|^{2}-2\cdot \langle a,b\rangle \\&=\|a\|^{2}+\|b\|^{2}-2\cdot \|a\|\cdot \|b\|\cos \theta _{a,b}\end{aligned}}}